# Racale
Ràcale è un comune italiano di 10 629 abitanti  della provincia di Lecce in Puglia. Dal 1999 si fregia del titolo di città, assegnato con decreto del presidente della Repubblica.
Situato nel basso Salento, comprende anche la località costiera di Torre Suda, che ne è frazione. La cittadina sorge in una delle aree a maggior vocazione calzaturiera del territorio nazionale: negli anni passati è stato uno dei più grossi centri dediti alla produzione di calze.

## Geografia fisica

### Territorio
Il territorio del comune di Racale, che si estende su una superficie di 24,47 km², sorge nel territorio delle serre salentine, nel versante sud occidentale della penisola salentina.
Il territorio possiede un profilo orografico caratterizzato dai modesti rilievi delle serre: risulta compreso tra gli 0 e i 104 m s.l.m. con la casa comunale a 55 m s.l.m. Il centro abitato sorge in una vasta depressione del terreno, chiamata Piana di Racale, ai piedi della collina degli Specchi, un piccolo rilievo collinare ricco di reperti archeologici e megalitici, che ripara il paese dai venti occidentali. Il litorale di pertinenza del comune presenta una costa rocciosa ma sempre molto bassa. Nei confini territoriali del comune di Racale ricade la località di Castelforte.
Confina a nord con il comune di Taviano, a est con i comuni di Melissano e Ugento, a sud con il comune di Alliste, a ovest con il mare Ionio.
- Classificazione sismica: zona 4 (sismicità molto bassa), Ordinanza PCM n. 3274 del 20/03/2003

### Clima
Dal punto di vista meteorologico Racale rientra nel territorio del basso Salento che presenta un clima prettamente mediterraneo, con inverni miti ed estati caldo umide. In base alle medie di riferimento, la temperatura media del mese più freddo, gennaio, si attesta attorno ai +9 °C, mentre quella del mese più caldo, agosto, si aggira sui +25,1 °C. Le precipitazioni medie annue, che si aggirano intorno ai 676 mm, presentano un minimo in primavera-estate ed un picco in autunno-inverno.
Facendo riferimento alla ventosità, i comuni del basso Salento risentono debolmente delle correnti occidentali grazie alla protezione determinata dalle serre salentine che creano un sistema a scudo. Al contrario le correnti autunnali e invernali da Sud-Est, favoriscono in parte l'incremento delle precipitazioni, in questo periodo, rispetto al resto della penisola.
| Racale                     | Mesi | Mesi | Mesi | Mesi | Mesi | Mesi | Mesi | Mesi | Mesi | Mesi | Mesi | Mesi | Stagioni | Stagioni | Stagioni | Stagioni | Anno |
| Racale                     | Gen  | Feb  | Mar  | Apr  | Mag  | Giu  | Lug  | Ago  | Set  | Ott  | Nov  | Dic  | Inv      | Pri      | Est      | Aut      | Anno |
| -------------------------- | ---- | ---- | ---- | ---- | ---- | ---- | ---- | ---- | ---- | ---- | ---- | ---- | -------- | -------- | -------- | -------- | ---- |
| T. max. media (°C)         | 12,4 | 13,0 | 14,8 | 18,1 | 22,6 | 27,0 | 29,8 | 30,0 | 26,4 | 21,7 | 17,4 | 14,1 | 13,2     | 18,5     | 28,9     | 21,8     | 20,6 |
| T. min. media (°C)         | 5,6  | 5,8  | 7,3  | 9,6  | 13,3 | 17,2 | 19,8 | 20,1 | 17,4 | 13,7 | 10,1 | 7,3  | 6,2      | 10,1     | 19,0     | 13,7     | 12,3 |
| Precipitazioni (mm)        | 80   | 60   | 70   | 40   | 29   | 21   | 14   | 21   | 53   | 96   | 109  | 83   | 223      | 139      | 56       | 258      | 676  |
| Umidità relativa media (%) | 79,0 | 78,9 | 78,6 | 77,8 | 75,7 | 71,1 | 68,4 | 70,2 | 75,4 | 79,3 | 80,8 | 80,4 | 79,4     | 77,4     | 69,9     | 78,5     | 76,3 |

- Classificazione climatica di Racale:[6]
  - Zona climatica: C
  - Gradi giorno: 1095

## Storia
Il territorio di Racale fu abitato sin dall'antichità; i resti di una specchia, tra le meglio conservate del salento, e del dolmen Ospina nelle immediate campagne circostanti confermano che la zona fu popolata sin dall'età preistorica. Popolazioni messapiche, greche e romane si succedettero nel corso dei secoli.
Tre sono le ipotesi circa l'origine dell'abitato e del nome di Racale. Da alcuni documenti rinvenuti il paese potrebbe avere origine romana e sarebbe stato fondato da Eraclio, un liberto romano a cui si deve anche lo stemma della città (la lupa che allatta i due gemelli, Romolo e Remo, secondo la tipica simbologia romana). Un'altra tesi ipotizza che nel luogo in cui sorge Racale, in epoca greca, si trovasse un sito di culto dedicato all'eroe della mitologia Eracle (Ercole). La terza ipotesi è che sia stata fondata dagli oriundi di Eraclea Pontica, quando l'imperatore bizantino Basilio I il Macedone ordinò che fossero ripopolate le terre fra Ugento e Gallipoli, che avevano subito varie scorrerie da parte dei Saraceni.
In epoca normanna visse un periodo di prosperità e pace che determinò la formazione di una piccola città a pianta quadrangolare. Da questo momento storico varie furono le famiglie feudatarie che ne detennero il possesso fino all'eversione della feudalità avvenuta nel 1806.
I primi a possedere Racale furono, nel XII secolo, i De Tallia, famiglia normanna. In seguito fu feudo per oltre un secolo di un ramo della nobile famiglia ravellese Della Marra, i cui principali esponenti furono Pietro (1250), Risone II, Giovanotto de Marra, Riccardo. Nel 1295, sotto il baronato di Pietro della Marra e di Gionata de Luco di Bari, il casale ottenne da Carlo II d'Angiò la licenza a tenere un forum rerum venalium, ovvero un mercato di generi alimentari ogni settimana e nella giornata di lunedì. Ultimo discendente del ramo fu un altro Riccardo, morto nel 1470, i cui figli, Giovanni e Menga, non ereditarono alcun feudo perché già alienati. Passò quindi all'importante famiglia senese dei Tolomei di cui faceva parte Pia de' Tolomei celebrata da Dante nella Divina Commedia e che diede i natali proprio a Racale a Marc'Antonio Tolomei vescovo di Lecce dal 1485 al 1498. Sotto questa famiglia la città conobbe un periodo di floridezza e di crescita demografica tanto da farne uno dei centri più popolosi del salento dell'epoca in particolare con la contessa Porzia. In seguito toccò ai Guevara, ai Beltrano e infine ai baroni Basurto.
Particolarmente significativo fu, per la storia della città di Racale, il terremoto del 1743 in seguito al quale venne distrutta l'antica chiesa parrocchiale del XII secolo, ripristinata poi nel 1756. Scorrerie turche devastarono più volte il territorio circostante Racale, ma il castrum, con le sue mura e torri difensive, non fu mai conquistato. Nel 1547 un feroce combattimento si svolse proprio alle porte della città, nei pressi della collina degli specchi. I Turchi, che erano sbarcati a San Giovanni, dopo aver saccheggiato Ugento, Felline e Alliste, si diressero verso Racale ma qui furono respinti subendo gravi perdite.

### Simboli
Lo stemma e il gonfalone sono stati concessi con decreto del presidente della Repubblica del 12 novembre 1971.
Stemma
Gonfalone

## Monumenti e luoghi d'interesse

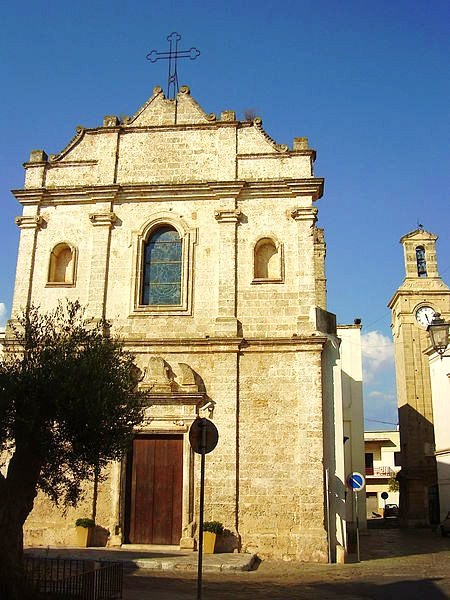
Chiesa madre San Giorgio

### Architetture religiose

#### Chiesa madre di Santa Maria de Paradiso
La chiesa di Santa Maria de Paradiso, sede della parrocchia di San Giorgio Martire, fu costruita dalla devozione del popolo intorno al XII secolo, così come si deduce da un'incisione lapidea. Dell'antica struttura rimane ben poco in quanto fu gravemente danneggiata dal terribile terremoto del 1743 che interessò gran parte del Salento.
Ricostruita nel 1756, presenta una sobria facciata in pietra leccese costituita da due ordini e scandita da alte lesene. A navata unica, nel suo interno si custodisce un pregevole altare maggiore ed un bassorilievo in pietra leccese che rappresenta il Cristo con ai lati i misteri della Passione. Entrambe le opere sono del XV secolo. Di notevole fattura sono gli affreschi tardogotici emersi casualmente testimonianza dell'antico edificio: SS. Crocifisso della Pietà, Sant'Elia e San Leonardo. La sacrestia è un piccolo museo dove sono custoditi monete romane, bizantine, veneziane rinvenute durante i lavori di restauro. Adiacente alla chiesa è una torre, eretta nel XII sec. come torre di guardia alla porta principale di ingresso alla città, e divenuta, dopo vari rimaneggiamenti nel corso dei secoli (gli ultimi interventi sono del 1535) torre campanaria.

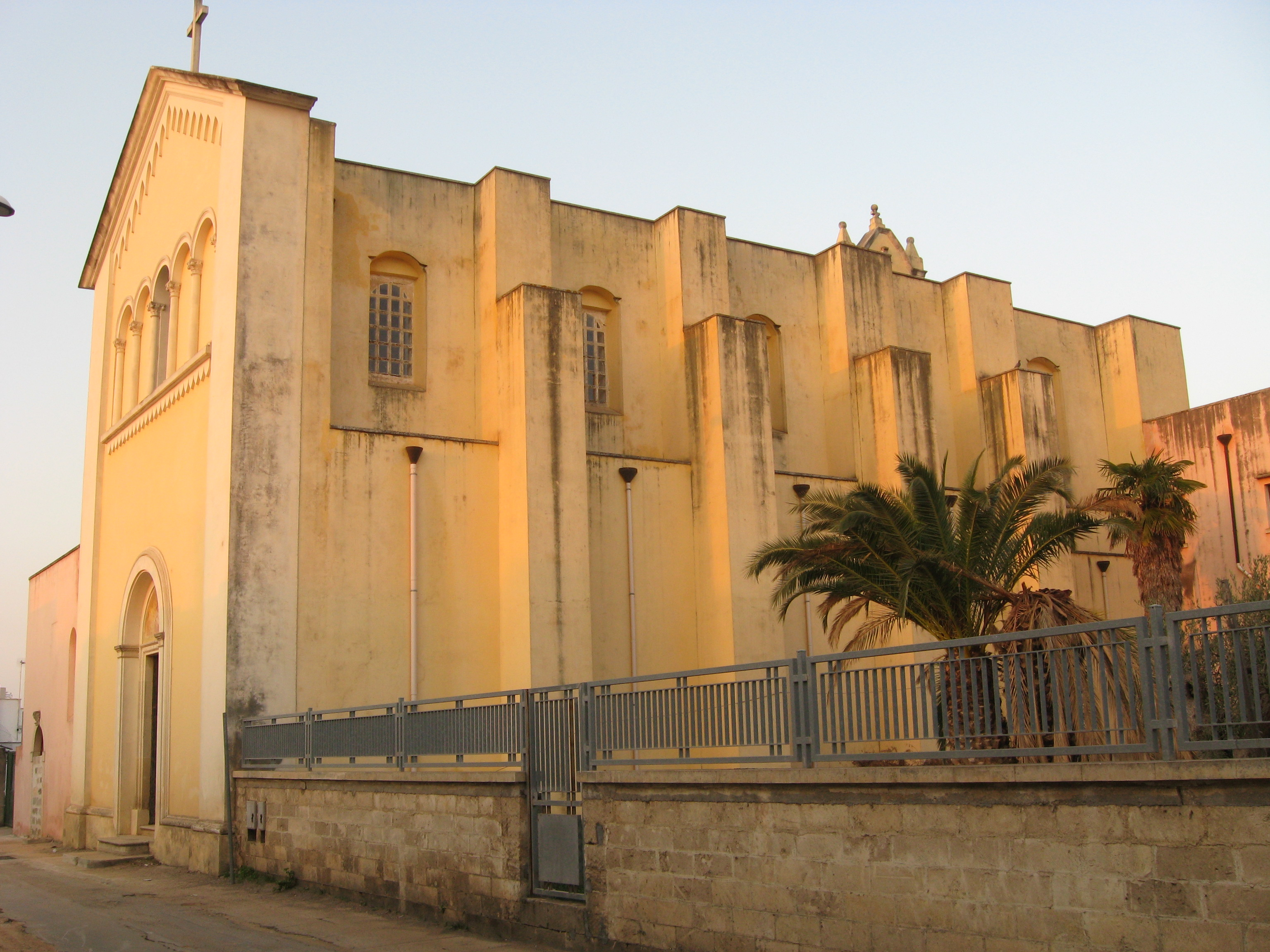
Santa Maria la Nova

#### Chiesa di Santa Maria la Nova
La chiesa di Santa Maria la Nova e il cenobio benedettino che un tempo le era annesso sono di fondazione antichissima; l'origine è databile tra la fine dell'XI e l'inizio del XII secolo.
Nel 1444 i Frati Francescani, provenienti dalla Bosnia e insediatisi in Santa Caterina Novella di Galatina, domandarono al vescovo di Nardò mons. Stefano de Pendinellis di poter utilizzare le rovine dell'antico cenobio benedettino di Racale per costruirci un loro convento.
Il Vescovo aderì volentieri alla richiesta dei frati, anche per la simpatia che in quegli anni san Bernardino da Siena aveva suscitato per i “poverelli” di san Francesco d'Assisi, predicando nella diocesi di Nardò. La chiesa, che presenta un prospetto neoromanico, è ricca di affreschi e olii su tela.

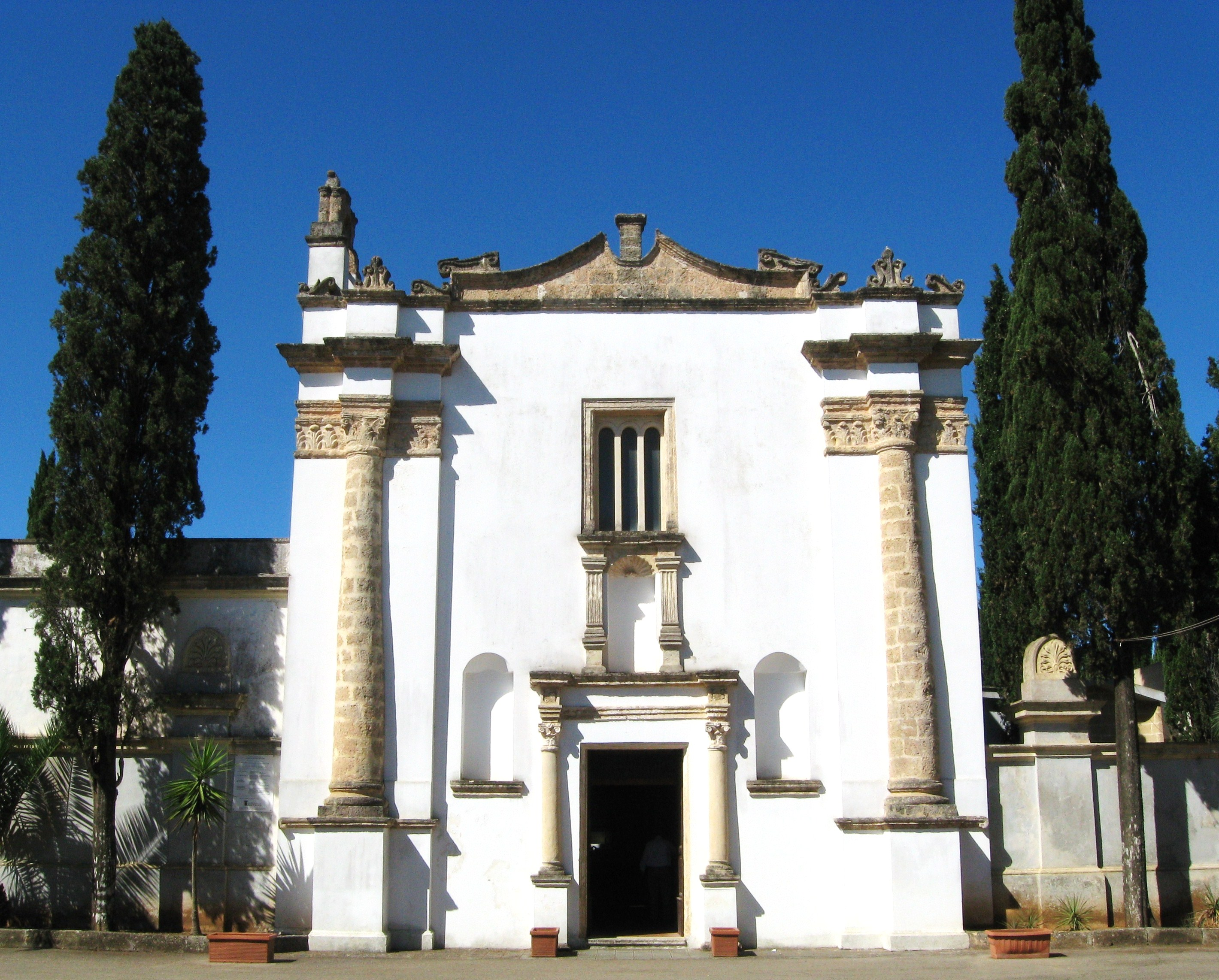
Chiesa Madonna dei Fiumi

#### Chiesa della Madonna dei Fiumi
La chiesa della Madonna dei Fiumi, situata presso il cimitero comunale, è sorta su un antico insediamento di monaci italo-greci. La scomparsa dei monaci, avvenuta nel XIV secolo, provocò la graduale distruzione dell'insediamento primitivo costituito da un vano scavato interamente nella roccia. Nel 1611, sui ruderi dell'ipogeo, venne innalzata una chiesa a pianta quadrangolare che custodisce un affresco di ispirazione bizantina raffigurante la Madonna di Costantinopoli, venerata dalla popolazione locale con il titolo di Madonna dei Fiumi. Si tratta della Vergine Portinaia, ovvero dell'immagine della Madonna, posta all'ingresso della laura, destinata, secondo i monaci, a custodire il rifugio. Seicenteschi sono invece gli affreschi raffiguranti l'Annunciazione (1613), la Deposizione di Gesù (1614), Sant'Elia profeta e San Leonardo Abate. La volta emisferica è stata interamente affrescata nel 1718 con scene della vita di Maria e con le figure di San Pietro, di San Paolo, di San Sebastiano e di San Giorgio.

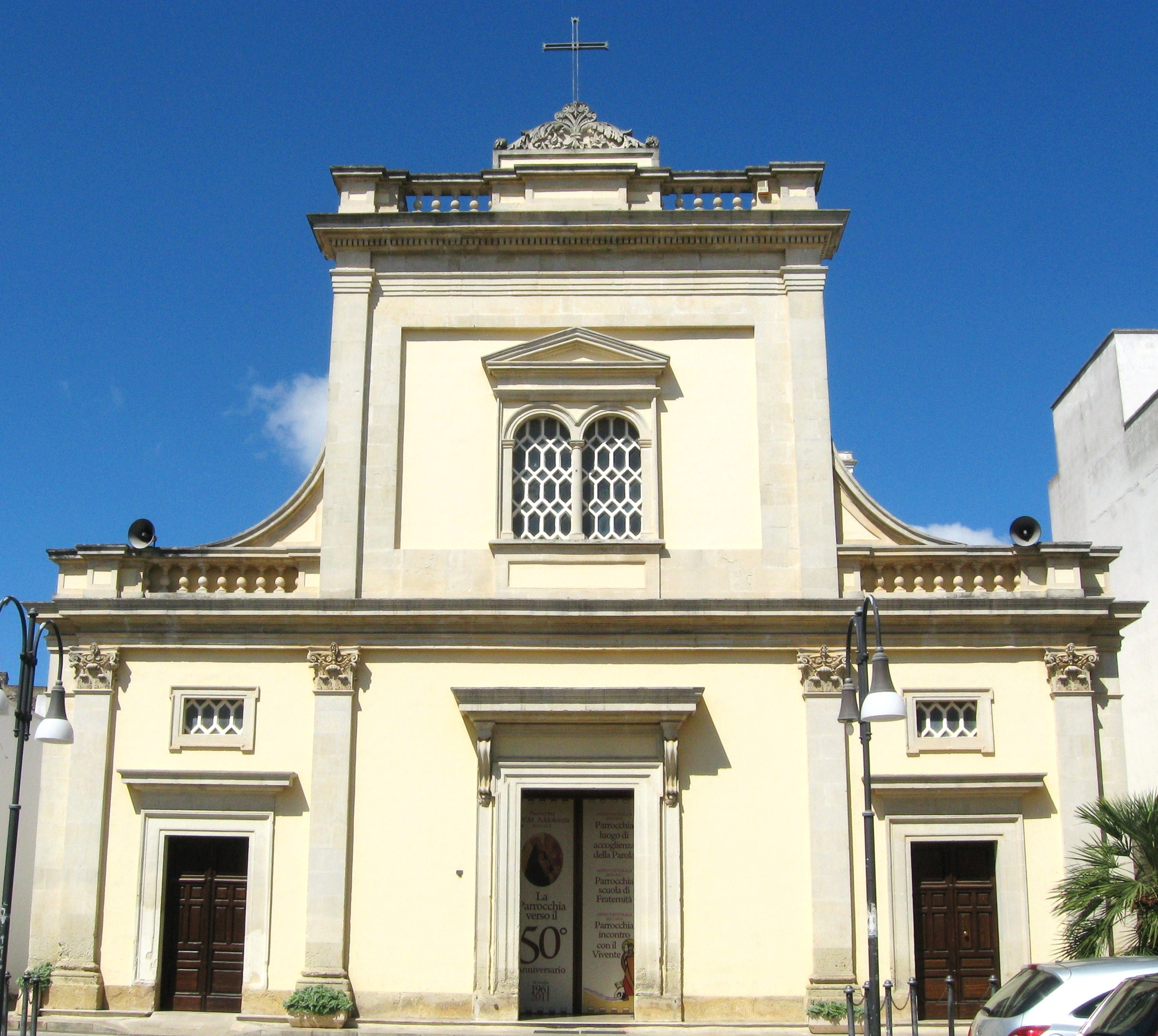
Chiesa dell'Addolorata

#### Chiesa della B. V. Maria Addolorata
Agli inizi del 1600 il popolo volle e costruì questa chiesa appena fuori dai sobborghi dell'antica Terra, nella località denominata "Li curti de lo Leo". La chiesa venne intitolata a Santa Maria delle Grazie. Nel 1721, non più sufficiente alle esigenze del momento, la chiesa fu sottoposta a un sontuoso ampliamento. Dagli inizi del XIX secolo, il culto per la Madonna delle Grazie cominciò a scemare tant'è che l'edificio rimase abbandonato per decenni subendo gravi danni strutturali. Sotto la spinta del nuovo culto per i Misteri della Passione di Cristo e della Madonna Addolorata, in questa chiesa venne fondata la Confraternita di Maria SS. Addolorata che a partire dalla seconda metà dell'Ottocento ristrutturò e completò l'edificio nel 1897. Presenta uno stile architettonico neoclassico con un interno a tre navate ospitante altari in pietra leccese. Il 29 ottobre 1961 fu elevata a chiesa parrocchiale sotto il titolo della B.V. Addolorata.

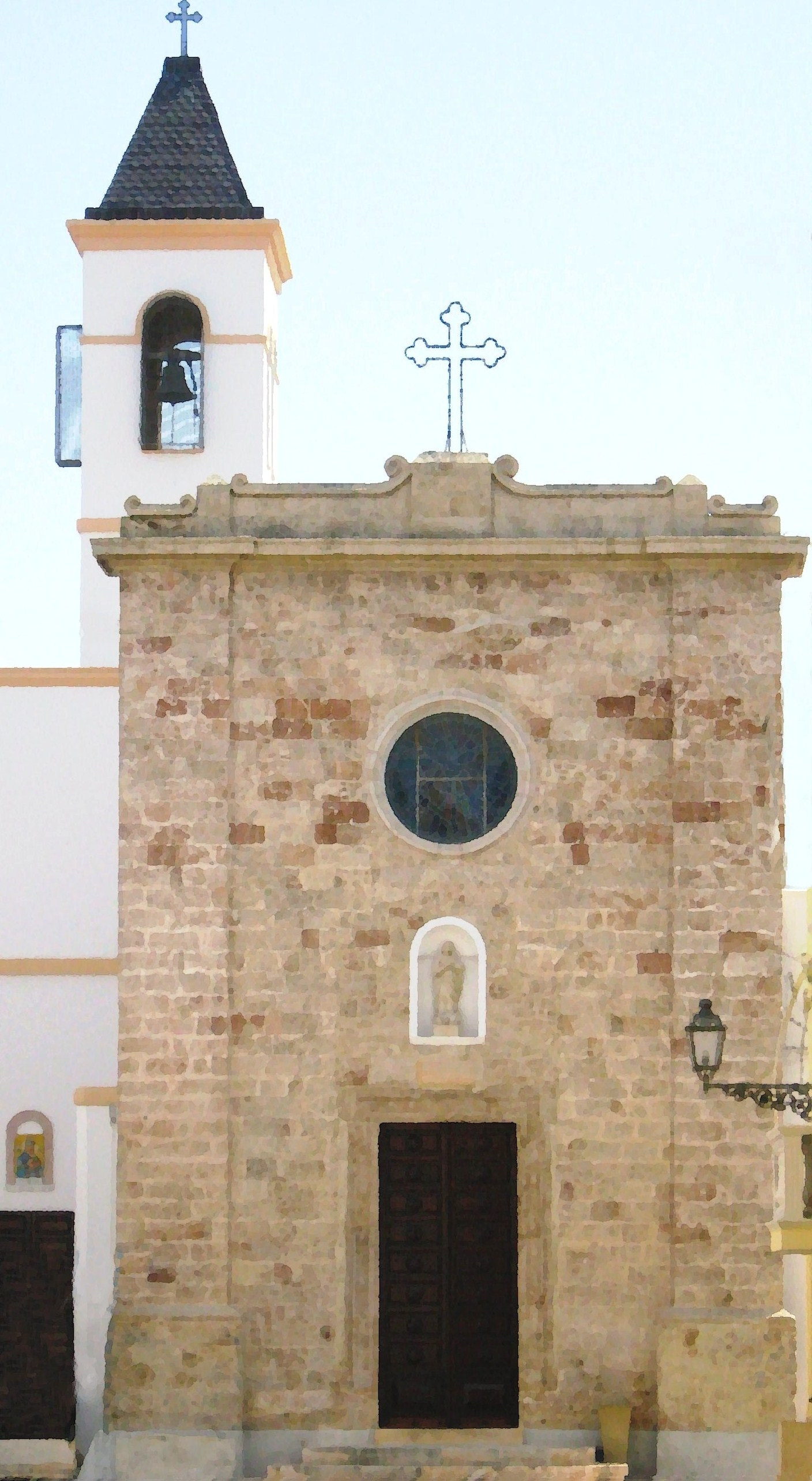
chiesa e campanile dell'Immacolata

#### Chiesa dell'Immacolata
La chiesa dell'Immacolata Concezione di Maria, fu eretta per volontà della Confraternita e la costruzione fu completata nel 1677, come si legge nella lapide che sovrasta il suo ingresso principale: questo tempio della santissima Vergine Immacolata costruito con le offerte dei fedeli fu completato il 12 febbraio dell'anno del Signore 1677.

#### Chiesetta di San Nicola Pellegrino
Fu edificata in onore di san Nicola Pellegrino che soggiornò a Racale nel 1092. Risale al XII secolo come attesta la lapide di fondazione custodita al suo interno. Danneggiata dal terremoto del 1743, venne riparata conservando alcune parti originali come il portale sormontato da una lunetta, brevi tratti del muro della facciata e la parte inferiore destra del muro di fondo, comprendente porzione dell'antico arco absidale. Caduta in disuso nella seconda metà del Settecento, nel 1828 fu acquistata dai Basurto che la trasformarono in deposito per la paglia. Venduta ad Alessandro Caputo, venne convertita in civile abitazione e poi in stalla. Agli inizi del Novecento il Caputo donò l'edificio al parroco don Tommaso Schito con l'obbligo di restaurarla e riaprirla al culto.

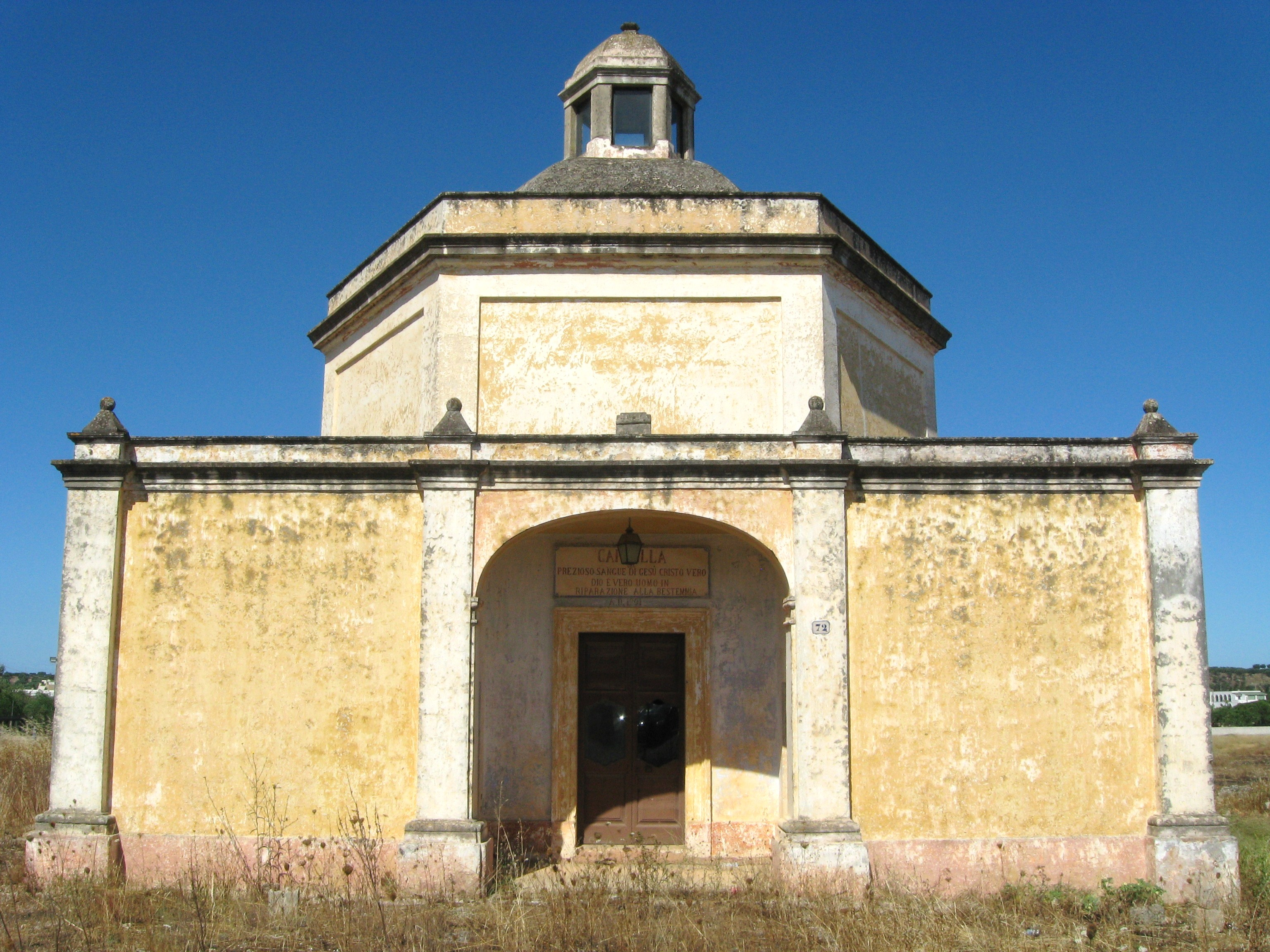
Sangu Sparsu

#### Chiesa del Preziosissimo Sangue di Gesù
Detta dal popolo "Sangu Sparsu", fu eretta alla fine del 1800 con le offerte del popolo per la riparazione delle bestemmie. Molto bella per la pianta esagonale e la cupola che la caratterizza.

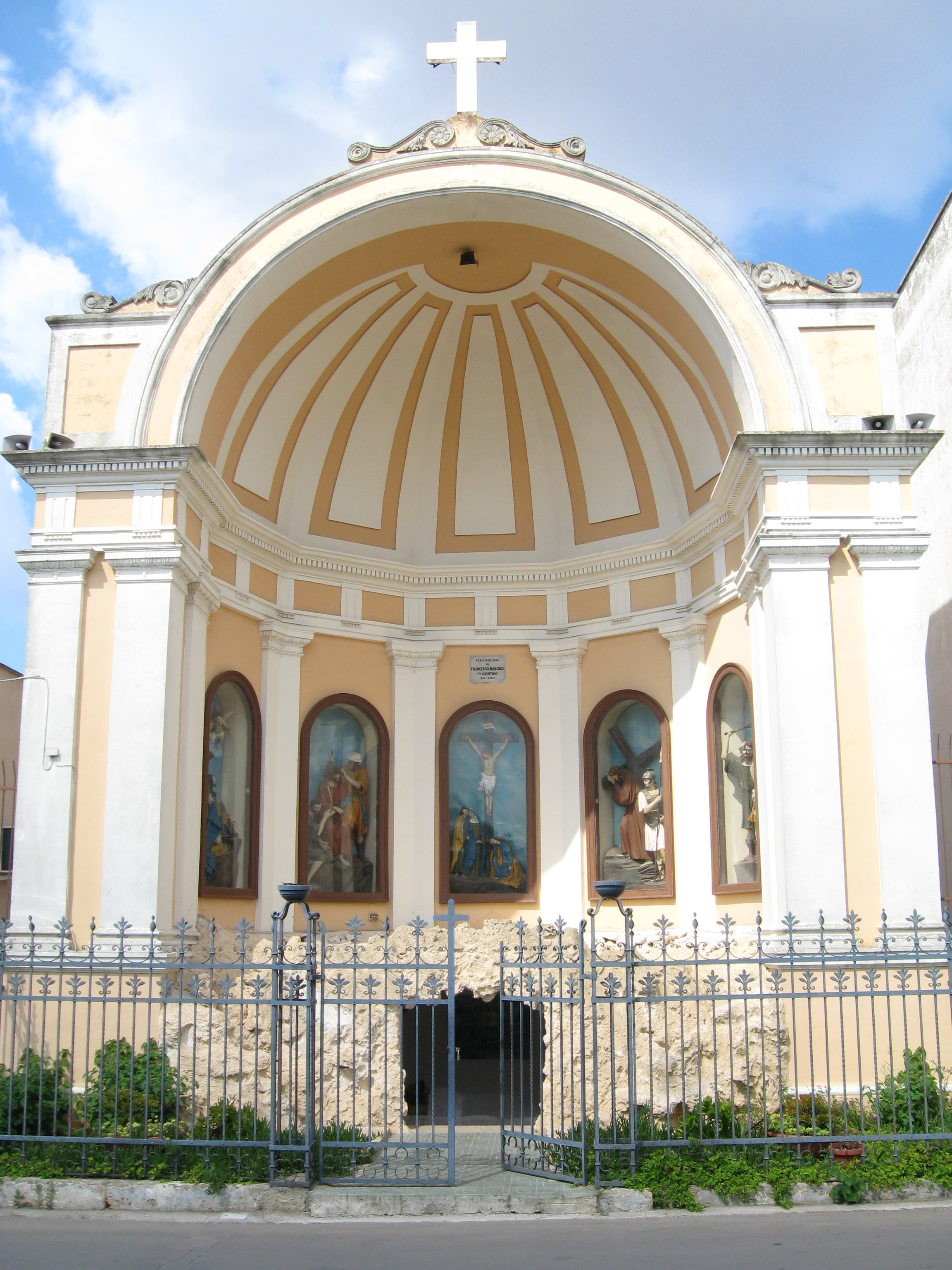
Calvario

#### Calvario
I calvari sono delle rappresentazioni popolari della Passione di Cristo. Nascono dall'esigenza di riprodurre e rivivere nella propria comunità i luoghi e le suggestioni della Terra santa. Venivano edificati fuori dal paese in luoghi preferibilmente sopraelevati. Il calvario, edificato nel 1920, possiede una pianta ad esedra e accoglie cinque edicole con statue in cartapesta raffiguranti scene della passione. Alla base vi è la riproduzione del sepolcro dove fu deposto Gesù dopo la crocifissione.

### Architetture militari

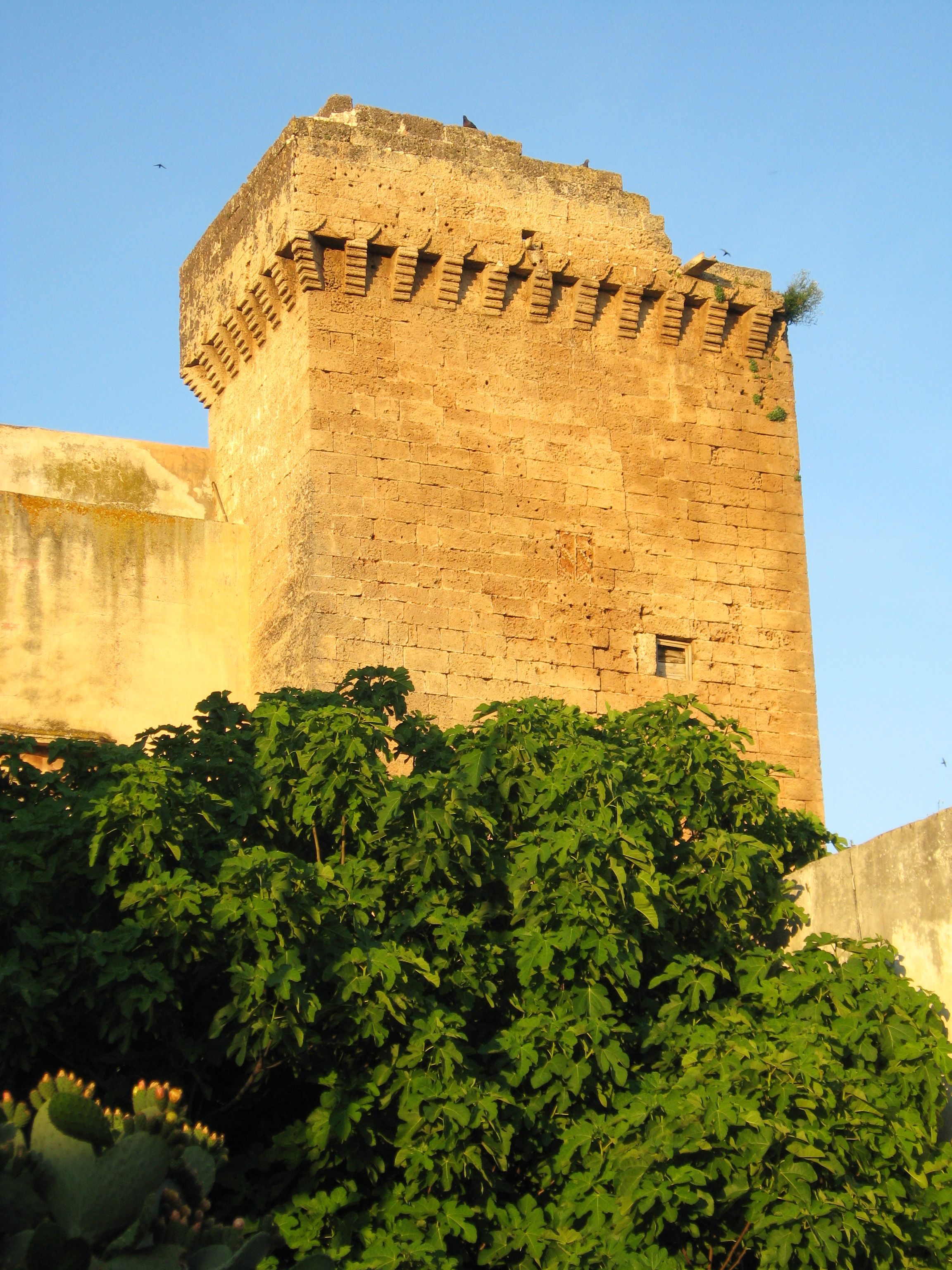
Torre sud del castello

#### Castello baronale
D'impianto trecentesco, il castello baronale (poi palazzo ducale) sorse verosimilmente sui resti di un preesistente fortilizio di epoca normanna. Originariamente contava quattro torri poste ai vertici di una struttura quadrilatera, delle quali rimangono solo quelle agli angoli nord-est e sud-ovest.
Rimaneggiato intorno alla prima metà del Cinquecento dalla famiglia Tolomei, il maniero fu oggetto di ulteriori interventi di restyling nel corso dei secoli successivi, come si evince dalla disomogeneità stilistica del cortile interno, caratterizzato da prospetti appartenenti a epoche differenti.
Nella seconda metà del XVIII secolo, con i duchi Basurto, l'edificio assunse definitivamente l'aspetto di un palazzo gentilizio in virtù della costruzione dell'attuale facciata su via Umberto I, e di un corpo laterale avanzato con spigoli tagliati a 45 gradi e contrassegnati da paraste scanalate. L'attuale ingresso, preceduto da un piazzale lastricato, è costituito da un solenne portale di matrice napoletana (1770 circa), sovrastato dallo stemma dei Basurto-Calò.

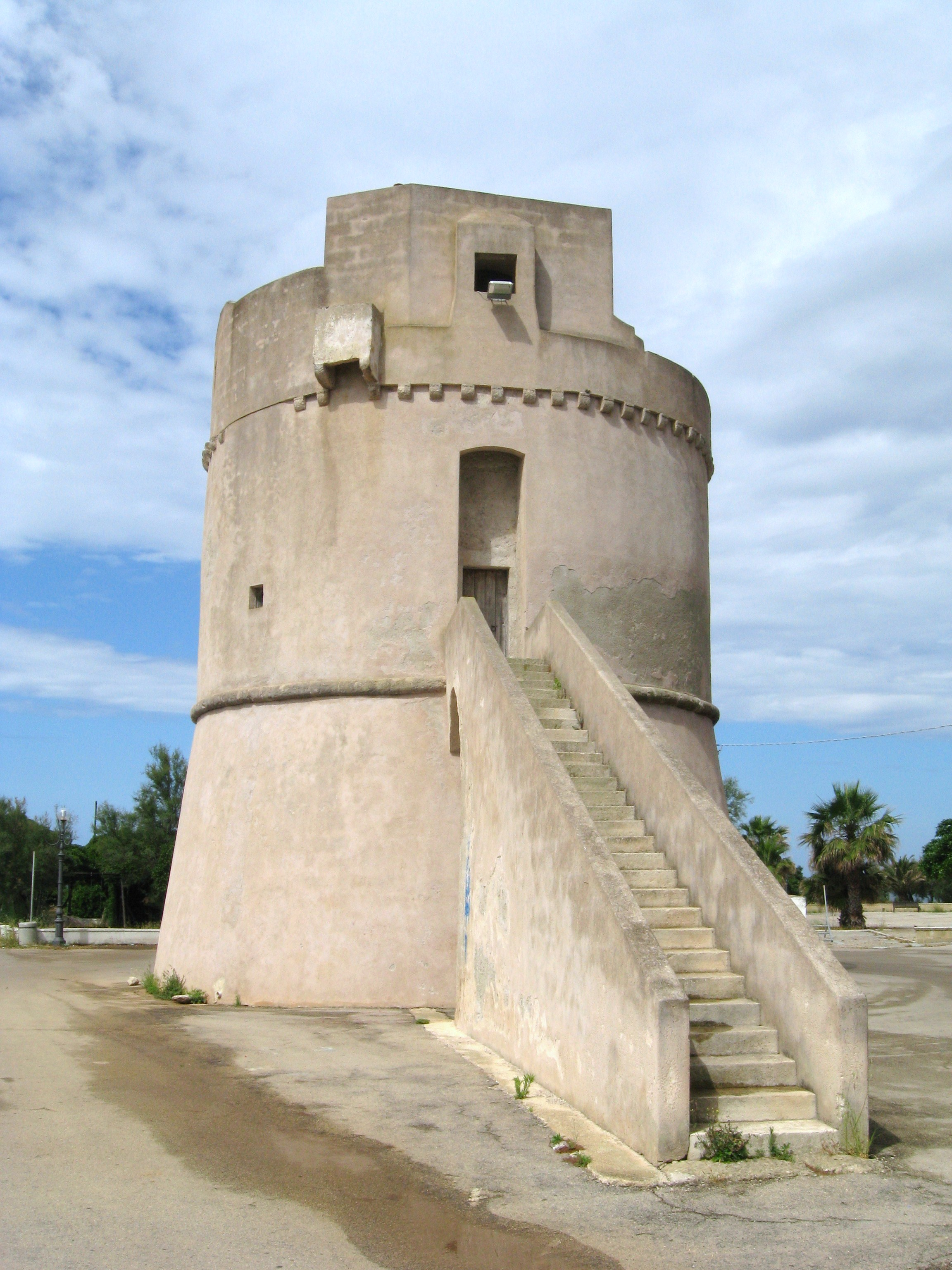
Torre Suda

#### Torre Suda
Situata nell'omonima marina, la torre fu eretta nel XVI secolo contro le incursioni turche che devastavano la penisola salentina. Ha una base scarpata e, sopra il cordolo, si sviluppa con un corpo cilindrico fino al coronamento di piccoli beccatelli. In sommità sono presenti una caditoia e la garitta di vedetta. Una scalinata, aggiunta successivamente passato il pericolo saraceno, conduce alla porta levatoia del primo piano, nel quale è presente un ambiente ottagonale con volta a spicchi. La base è occupata della cisterna. Comunicava visivamente a sud con Torre Sinfonò, nel comune di Alliste, a nord con Torre del Pizzo, nel comune di Gallipoli. È ormai praticamente accertato che il toponimo Suda, di origine greca, preesistesse alla torre ed indicasse la fortificazione o aggere dell'età del bronzo da cui in seguito la torre ha preso il nome. Fino al sec. XIX, infatti, sulle cartine veniva indicata come "Torre della Suda".

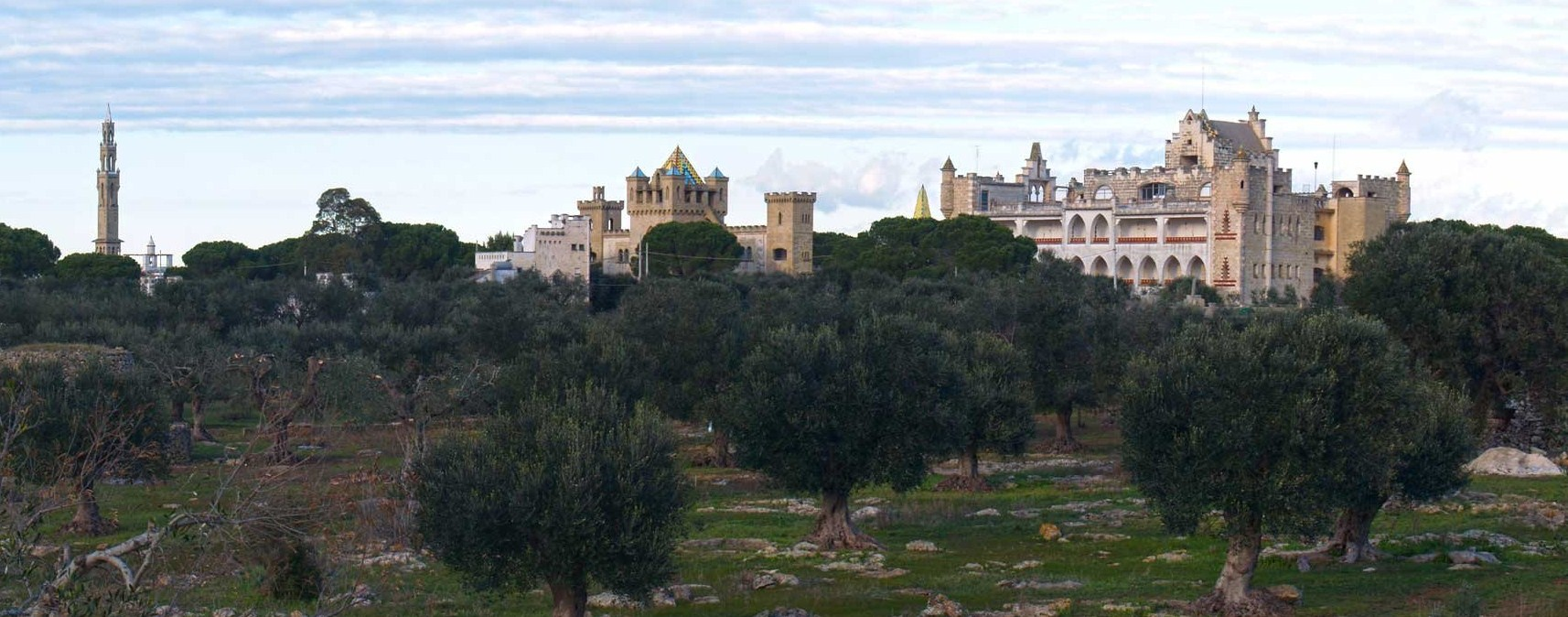
Castelforte Racale

#### Castelforte
Si tratta di una struttura realizzata nel 1946 in stile eclettico, con funzioni di accoglienza sociale per le madri e i bambini. In seguito svolse attività di ristorazione e per ultimo fu un centro di servizio e accoglienza per gli anziani e i giovani in difficoltà. Attualmente è inutilizzato.

### Siti archeologici

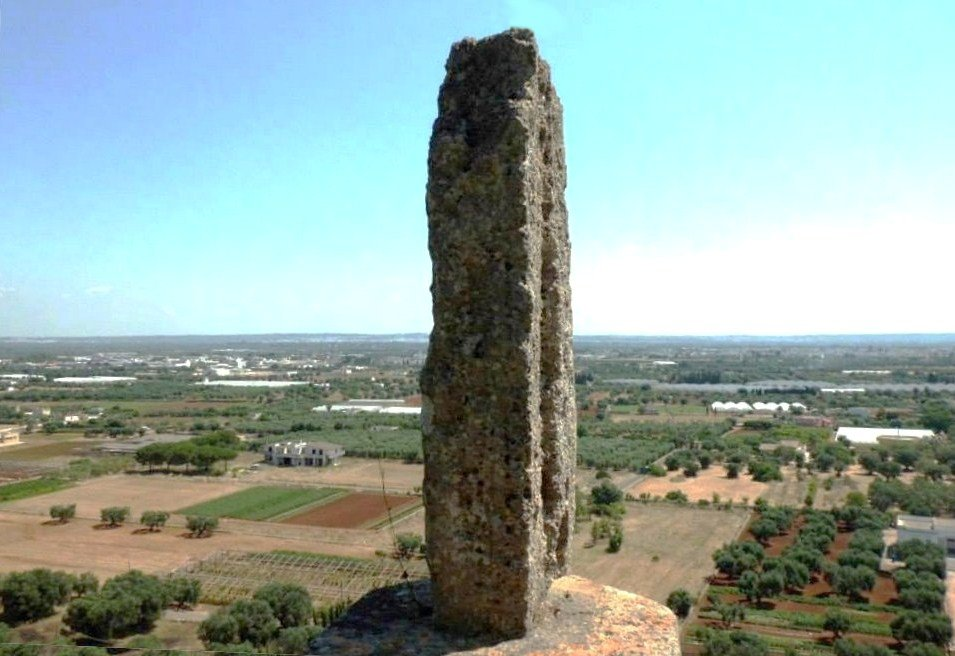
menhir castelforte

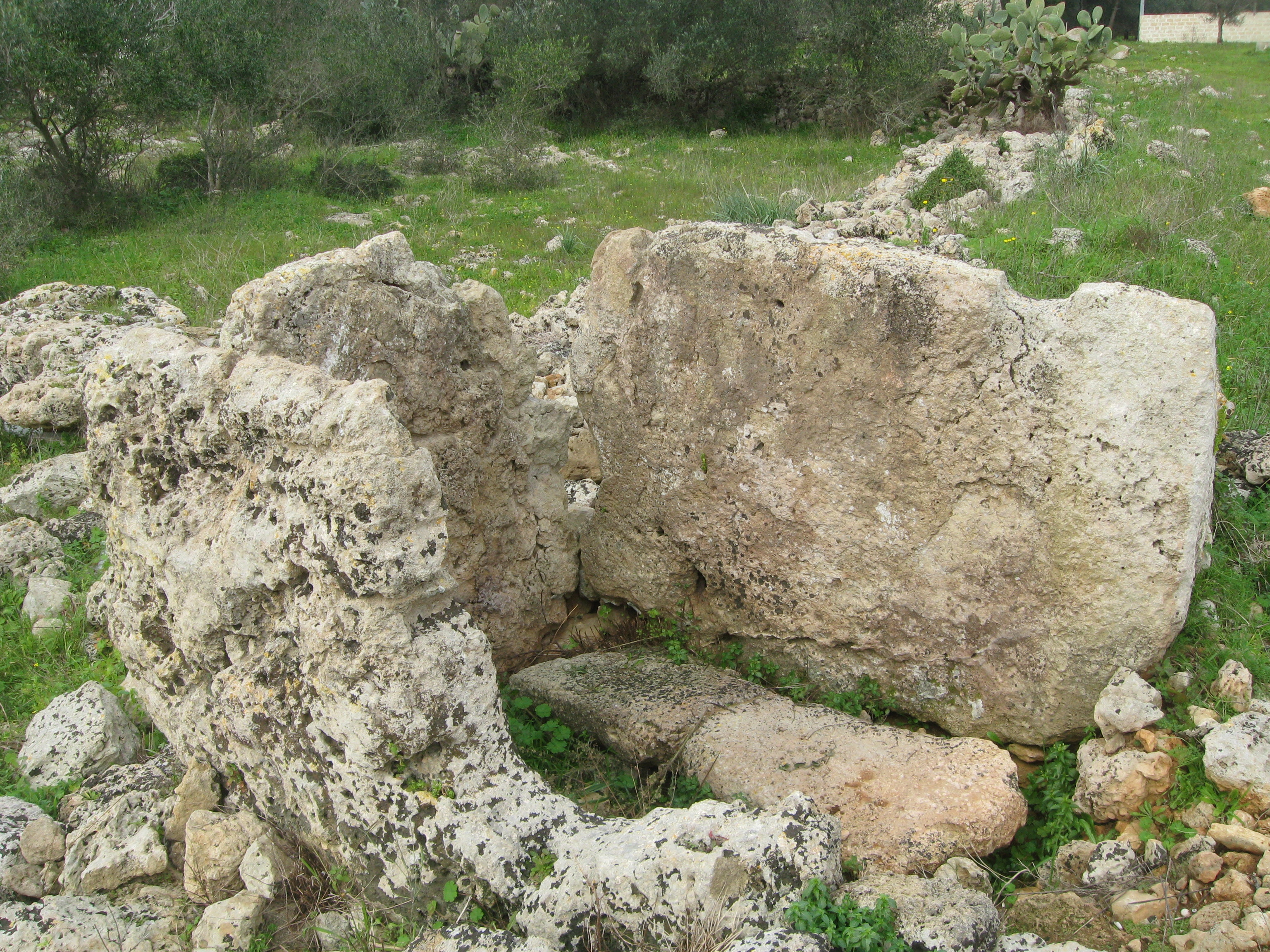
Dolmen Ospina

- Menhir Paramonte (altezza 187 cm - faccia principale 57 cm - faccia laterale 36 cm)
- Menhir Castelforte, situato nell'omonimo villaggio; un tempo era posizionato nel largo crocicchie vicino al confine con Taviano, ma sempre in territorio di Racale.

#### Dolmen Ospina
Si tratta di uno dei pochi dolmen esistenti sul versante ionico del Salento. Il dolmen è crollato su se stesso e il materiale litico si trova tutto in loco. Allo stato attuale la lastra di copertura (240 x 180 cm) con spessore variabile dai 25 ai 45 cm, è crollata all'interno degli ortostati, tre dei quali monolitici e un quarto formato da pietre sovrapposte. L'ingresso è orientato a Sud ma il Malagrinò ne aveva ipotizzato un diverso orientamento, originariamente a Est. Il dolmen è collocato alle spalle della Torre Ospina, nell'omonima masseria situata in contrada Specchi a qualche chilometro dal centro abitato.

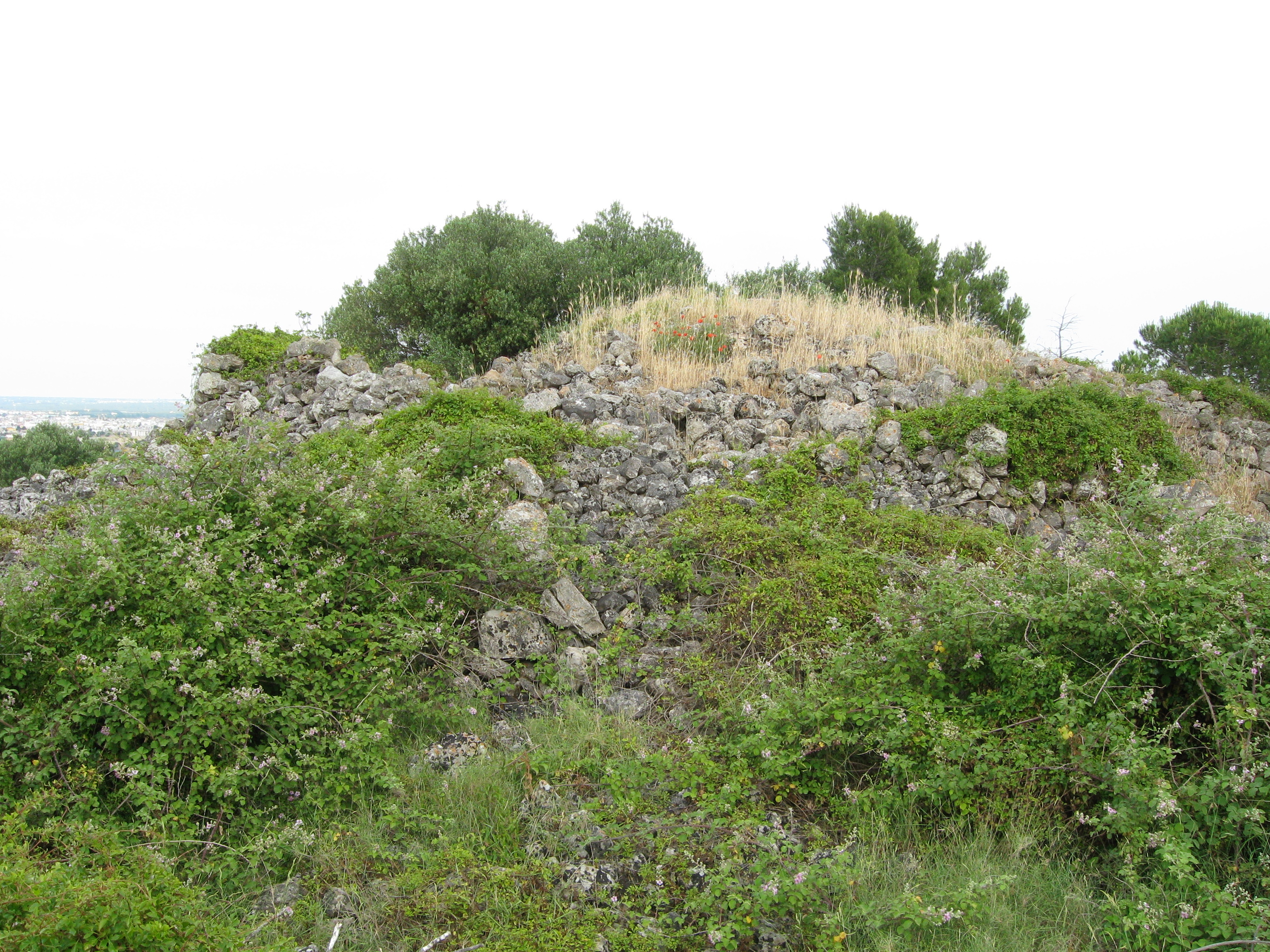
Specchia Li Specchi

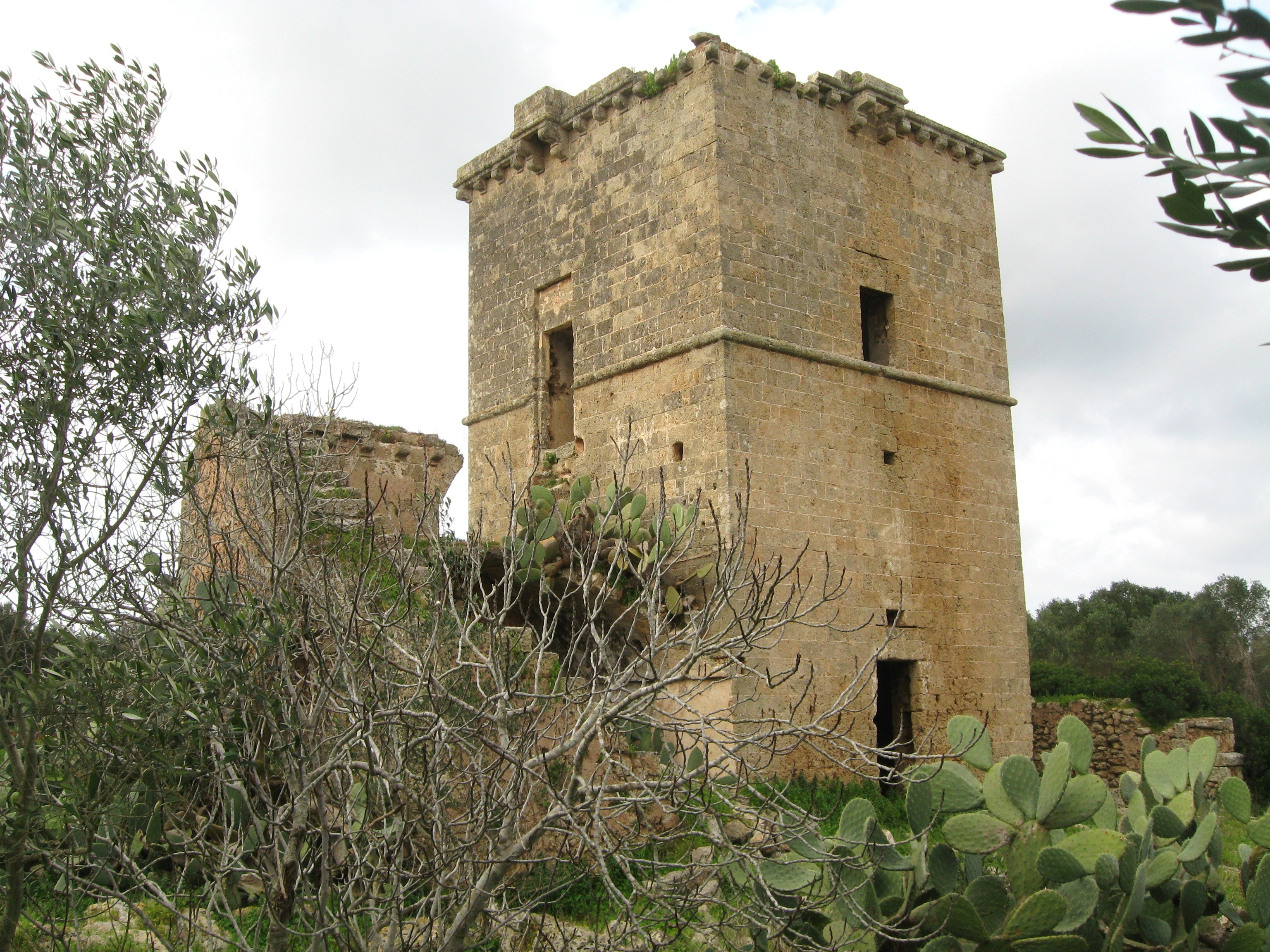
Masseria Ospina

#### Specchia Li Specchi
Le specchie sono delle costruzioni a forma di cono rovesciato di epoca molto probabilmente neolitica. Trovano posto sulla sommità delle serre, nei punti che maggiormente garantiscono una visuale ampia e totale del territorio circostante per svolgere funzioni di vigilanza e controllo. Specchia Li Specchi sorge sulla collina tra Racale ed il mare, ad un'altezza di 104 metri. In parte diruta, mostra ancora la forma circolare e le scale che permettevano di salire sulla sommità.

#### Masseria Ospina
Antica masseria fortificata del XVI secolo, presenta una torre, cui in passato si accedeva da una scala esterna provvista di ponte levatoio, la casa della merce, il forno e un ampio locale coperto a botte ad uso stalla.

## Società

### Evoluzione demografica
Abitanti censiti

### Etnie e minoranze straniere
Al 31 dicembre 2019 a Racale risultano residenti 220 cittadini stranieri. Le nazionalità principali sono:

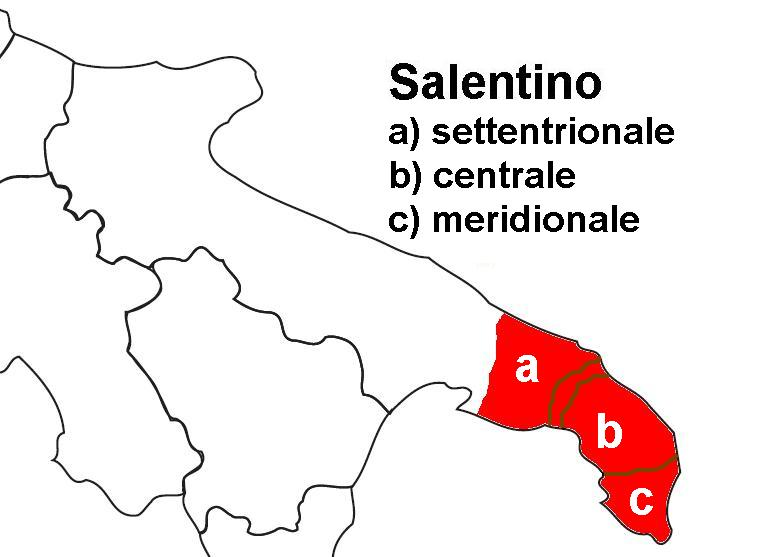
Diffusione del dialetto salentino

- Romania - 48
- Bulgaria - 40
- Albania - 26
- Marocco - 25
- Cina- 14
- Polonia- 9

### Lingue e dialetti
Il dialetto parlato a Racale è il dialetto salentino nella sua variante meridionale. Il dialetto salentino, appartenente alla famiglia delle lingue romanze e classificato nel gruppo meridionale estremo, si presenta carico di influenze riconducibili alle dominazioni e ai popoli stabilitisi in questi territori nei secoli: messapi, greci, romani, bizantini, longobardi, svevi, normanni, albanesi, francesi, spagnoli.

### Religione
Nel comune di Racale sono presenti tre parrocchie facenti parte della diocesi di Nardò-Gallipoli: due hanno sede nell'abitato, San Giorgio Martire e B. V. Maria Addolorata, e una nella frazione di Torre Suda, B.V. Maria Stella Maris.

## Cultura

### Istruzione
Racale è sede di un polo scolastico comprendente quattro scuole dell'infanzia, due scuole primarie e una scuola secondaria di I grado. È presente inoltre la sede associata dell'Istituto Superiore Professionale per i Servizi Commerciali F. Bottazzi di Casarano.

## Economia
Dedita alla coltivazione di cereali, tabacco, ulivi e viti per buona parte del Novecento, Racale ha conosciuto un lungo periodo di emigrazioni. I primi importanti insediamenti industriali si stabilirono negli anni settanta e proseguirono nel decennio successivo grazie all'emigrazione di ritorno, che importò soprattutto la tecnica della maglieria e della calzetteria. Quest'ultima attività, diffusasi rapidamente in una ampia rete di lavoro a domicilio e piccole aziende, caratterizza l'economia cittadina. Il polo produttivo di calze da uomo è infatti uno dei più importanti del territorio pugliese e nazionale. Di recente si è sviluppato anche il settore turistico.

## Infrastrutture e trasporti

### Strade
I collegamenti stradali principali sono rappresentati da:
- Strada statale 274; (Santa Maria di Leuca - Gallipoli)
- Strada statale 101; (Gallipoli - Lecce)

Il centro è anche raggiungibile dalle strade provinciali interne SP67 Racale-Alliste-Felline, SP68 Racale-Melissano-Casarano, SP202 Racale-Torre Suda, SP350 Taviano-Racale-Ugento.

### Ferrovie
La città è servita da una stazione ferroviaria posta sulla linea Casarano-Gallipoli delle Ferrovie del Sud Est.

## Amministrazione
Di seguito è presentata una tabella relativa alle amministrazioni che si sono succedute in questo comune.
| Periodo           | Periodo           | Primo cittadino                  | Partito              | Carica      | Note   |
| ----------------- | ----------------- | -------------------------------- | -------------------- | ----------- | ------ |
| 18 luglio 1988    | 18 marzo 1993     | Benito Schito                    | Democrazia Cristiana | Sindaco     | [ 13 ] |
| 2 aprile 1993     | 7 giugno 1993     | Francesco Saverio Quarta Colosso | Democrazia Cristiana | Sindaco     | [ 13 ] |
| 7 giugno 1993     | 1º febbraio 1995  | Francesco Saverio Quarta Colosso | Democrazia Cristiana | Sindaco     | [ 13 ] |
| 1º febbraio 1995  | 24 aprile 1995    | Adriana Giarratana               |                      | Comm. pref. | [ 13 ] |
| 24 aprile 1995    | 21 agosto 1997    | Francesco Saverio Quarta Colosso | centro-sinistra      | Sindaco     | [ 13 ] |
| 22 agosto 1997    | 17 novembre 1997  | Romolo Gusella                   |                      | Comm. pref. | [ 13 ] |
| 17 novembre 1997  | 28 maggio 2002    | Enrico Causo                     | centro-destra        | Sindaco     | [ 13 ] |
| 28 maggio 2002    | 9 gennaio 2007    | Enrico Causo                     | lista civica         | Sindaco     | [ 13 ] |
| 29 maggio 2007    | 8 maggio 2012     | Massimo Basurto                  | lista civica         | Sindaco     | [ 13 ] |
| 8 maggio 2012     | 11 giugno 2017    | Donato Metallo                   | lista civica         | Sindaco     | [ 13 ] |
| 11 giugno 2017    | 23 gennaio 2020   | Donato Metallo                   | lista civica         | Sindaco     | [ 13 ] |
| 23 gennaio 2020   | 21 settembre 2020 | Marilena Sergi                   |                      | Comm. pref. | [ 13 ] |
| 21 settembre 2020 | in carica         | Antonio Salsetti                 | lista civica         | Sindaco     | [ 13 ] |

## Sport
Il calcio è rappresentato da due società: l'Atletico Racale e l'ASD Città di Racale che militano nel campionato di Prima Categoria pugliese girone D. Fino al campionato 2012/2013 il calcio a Racale era rappresentato dall'ASD Racale squadra militante nel massimo campionato di Eccellenza Pugliese. La pallavolo vede la società Volley Racale nel campionato di prima divisione Lecce. Anche la danza e la ginnastica hanno una rilevanza importante nella Città di Racale che vede coinvolti gli atleti in campionati Nazionali e Internazionali.